# William Clement Ley
William Clement Ley (6. července 1840 – 22. dubna 1896) byl anglický kněz a průkopnický meteorolog, který studoval mraky a zkoumal jejich dynamiku a využití při předpovědi počasí .

## Život
Ley se narodil v Bristolu Williamovi Henrymu Leyovi, který byl ředitelem herefordské katedrální školy. Vystudoval klasiku na Magdalen College v Oxfordu a v roce 1862 promoval na BA First Class a v roce 1864 na MA. Zajímal se o meteorologii a stal se viceprezidentem University Meteorological Society.
Ley byl vysvěcen v roce 1863 ve službě v Herefordshire, než se stal rektorem Ashby Parva v Leicestershire v roce 1874. V roce 1873 byl zvolen za člena Meterorologické společnosti a publikoval řadu výzkumů v Quarterly Journal of the Royal Meteorological Society.
Leyovým hlavním příspěvkem byla jeho kniha o oblacích s názvem Cloudland: Studie o struktuře a charakterech mraků (1894). Zkoumal, jak mrakové útvary souvisejí s počasím, a zkoumal hodnotu pozorování mraků v předpovědi počasí. Pravděpodobně jako první zkoumal oběhy horního vzduchu a jejich vztah k proudění vzduchu v nižších nadmořských výškách. Studoval cirrusové závěje a zkoumal, co se nyní nazývá proudové proudy.
Oženil se s Elizabeth v roce 1866 a měli osm dětí. V roce 1892 rezignoval na svou administrativní pozici a zemřel v roce 1896, dva roky po smrti své manželky.
Jeho práce byla do značné míry ignorována, dokud nebyly jeho myšlenky znovuobjeveny o 40 let později.